# Marktpenetratie
Marktpenetratie is de mate waaraan een product of dienst door potentiële klanten bekend is en/of gebruikt wordt. Als voorbeeld: McDonald's heeft een zeer hoge marktpenetratie in de fastfood-voedselmarkt.
Er bestaat een formule voor marktpenetratie: 
- Aantal bezitters of gebruikers / potentieel aantal bezitters of gebruikers x 100.

De marktpenetratie geeft dus een indicatie van de groeimogelijkheden in de markt. Er wordt daarbij onderscheid gemaakt tussen duurzame goederen, waarbij het kengetal betrekking heeft op het aantal bezitters, en niet-duurzame goederen, waarbij het om gebruikers gaat.
Een bedrijf kan zodoende geen hoge marktpenetratie hebben, marktpenetratie geeft aan hoe de onderneming kan groeien binnen de huidige markt met het huidige product.